# Bogan
Bogan – rzeka w Australii, w stanie Nowa Południowa Walia. Ma 726 km długości. Jej źródło znajduje się w centralnej części Nowej Południowej Walii, w pobliżu miasta Parkes. Płynie w kierunku północno-zachodnim, mijając miasto Nyngan. Uchodzi do rzeki Darling około 40 km na północny wschód od miasta Bourke. Rzeka została odkryta w 1829 roku przez Charlesa Sturta. W 1835 roku dotarł do niej Thomas Mitchell. W przeciwieństwie do innych rzek regionu nie wypływa z dobrze nawodnionych terenów, więc jej przepływ jest niewielki i nieregularny, co czyni ją mało użyteczną do nawadniania.